# Ancylosis yerburii
Ancylosis yerburii is een vlinder uit de familie snuitmotten (Pyralidae). De wetenschappelijke naam is voor het eerst geldig gepubliceerd in 1884 door Butler.
De soort komt voor in Europa.